# Seznam českých šlechtických rodů, K
Tento seznam obsahuje výčet šlechtických rodů, které byly v minulosti spjaty s Českým královstvím. Podmínkou uvedení je držba majetku, která byla v minulosti jedním z hlavních atributů šlechty, případně, zejména u šlechty novodobé, jejich služby ve státní správě na území Českého království či podnikatelské aktivity. Platí rovněž, že u šlechty, která nedržela konkrétní nemovitý majetek, jsou uvedeny celé rody, tj. rodiny, které na daném území žily alespoň po dvě generace, nejsou tudíž zahrnuti a počítáni za domácí šlechtu jednotlivci, kteří zde vykonávali pouze určité funkce (politické, vojenské apod.) po přechodnou či krátkou dobu. Nejsou rovněž zahrnuti církevní hodnostáři z řad šlechty, kteří pocházeli ze šlechtických rodů z jiných zemí.

## K
- Kafuňkové z Chlumu
- Kaisersteinové[1]
- Kalcherové z Kalchernu
- Kalinové z Jäthensteinu[1]
- Kamberští z Kamberka[2]
- Kamýkové z Pokratic
- Kamýčtí ze Lstiboře[2]
- Kaplířové ze Sulevic
- Kapounové ze Smiřic
- Kapounové ze Svojkova
- Kaprové z Kaprštejna[2]
- Karlíkové z Nežetic[2]
- Karlové ze Svárova
- Karvinští z Karviné[2]
- Kasaličtí z Kaštic
- Kastové von Ebelsberg[1]
- Kdulincové z Ostroměře[2]
- Kekulové ze Stradonic
- Kelblové z Gejzinku[2]
- Keruňkové z Lomu[2]
- Kestřanští z Kestřan
- Kfelířové ze Zakšova[2]
- Khuen-Belasiové[1]
- Kinští z Vchynic a Tetova
- Klaudyové[1]
- z Klebelsbergu a z Thumburgu[2]
- Kleistové[1]
- Klendrové z Vlastimilu[1]
- Klenovští z Klenové a Janovic
- Klenovští ze Ptení
- Klingerové von Klingerstorff[1]
- z Klinštejna
- Kocové z Dobrše
- Kočovští z Kočova[2]
- Kokořovcové z Kokořova[1]
- Kolichrejtárové z Kolichrejtu[2]
- Kollerové
- Kolovratové
- Kolovrat-Krakovští
- Kolovrat-Krakovští-Libštejnští
- Kolovrat-Libštejnští
- Komersové von Lindenbach[1]
- Königswarterové de Csabacsüd[1]
- Konojedští z Pojetic
- Koňasové z Vydří[2]
- Kopalové[1]
- Kopetzové[1]
- Kopidlanští z Kopidlna
- Korff-Schmising-Kerssenbrockové[1]
- Korbové z Weidenheimu[1]
- Kořenští z Terešova
- Kosořští z Kosoře
- Kostkové z Postupic
- Košíkové z Rožďalovic a Lomnice
- Kotulinští z Kotulína[2]
- Kotvicové z Kotvic
- Kotzové z Dobrze[1]
- Koučové z Kouče
- Kounicové
- Kozelkové z Hřivic
- Krabicové z Veitmile
- Krajířové z Krajku
- Kraselovští z Kraselova[2]
- Krausové[1]
- Kravařští ze Šlevic[2]
- Krčínové z Jelčan a Sedlčan
- Kropáčové z Krymplova
- Kroupové z Chocemic
- Kroupové z Uhřínovic
- Krsovští z Krsovic
- Kruliš-Randové[2]
- z Krumlova
- Krupí z Probluze
- Kubinzští von Hohenvidim[1]
- Kunešové z Lukavce[2]
- z Kunštátu a Poděbrad
- Kurkovští z Lukovan
- Kustošové ze Zubřího[1]